# Gavin Henderson (2e baron Faringdon)
(Alexander) Gavin Henderson, 2e baron Faringdon (20 mars 1902-29 janvier 1977) est un homme politique travailliste britannique. 

## Biographie
Il est le fils du lieutenant-colonel Harold Henderson et grandit à Shellingford. Il est envoyé au Collège d'Eton, puis fréquente l'Université McGill à Montréal, avant d'obtenir son diplôme de Christ Church (Oxford), en 1924. À Oxford, il fait partie du club des hypocrites. Gavin Henderson traverse l'Europe en automobile en 1925 pour rejoindre la Grèce, avec Alfred Duggan et Robert Byron. Cela fait l'objet du premier livre de Robert Byron.
Décrit par David Cargill comme une « pensée rugissante », Henderson est connu pour son comportement efféminé, ouvrant une fois un discours à la Chambre des Lords avec les mots « Mes chéris » au lieu de « Mes Lords ». Son mariage avec Honor Chedworth Philipps (la fille d'Owen Philipps, 1er baron Kylsant), n'a duré que quatre ans (célébré en 1927; annulé en 1931). 
Il devient 2e baron Faringdon et hérite du domaine de Buscot Park de son grand-père Alexander Henderson (1er baron Faringdon) en 1934. Au début de sa vie, il joue un rôle de premier plan parmi les Bright Young People, mais, à la fin des années 1930, il rejoint le Parti travailliste et devient un ardent partisan des républicains pendant la Guerre d'Espagne, après avoir servi dans un hôpital de campagne de campagne en Aragon en 1936. En 1938, il héberge quarante enfants évacués d'Espagne, ainsi que plusieurs autres exilés notables, dans son domaine d'Oxfordshire. 
Pacifiste réputé, Faringdon sert dans les pompiers de Londres pendant la Seconde Guerre mondiale. Après la guerre, il est un membre éminent de la Fabian Society et siège également au London County Council. Il est élu conseiller le 16 avril 1958 pour la circonscription Woolwich West, mais est battu par un conservateur lors des élections de 1961,. Après sa défaite, il est nommé conseiller municipal, poste qu'il occupe jusqu'en 1965 Il siège ensuite au comité des bâtiments historiques du Greater London Council. 
Gavin Henderson meurt en 1977 sans descendance, et son neveu Charles Michael Henderson lui succède en tant que 3e baron Faringdon.